# Festival international du film de Thessalonique 2012
Le Festival international du film de Thessalonique 2012 est la 53e édition du Festival international du film de Thessalonique. Il se tient du 2 au 11 novembre 2012.
En hommage à Theo Angelopoulos, un prix portant son nom est remis pour la première fois.

## Jury

### Compétition internationale
- Thomas Elsaesser (en) (président du jury)
- Laufrey Gudjonsdottir
- Ole Christian Madsen
- João Pedro Rodrigues
- Thymios Bakatakis

## Films sélectionnés
- en ouverture : Holy Motors de Leos Carax
- en clôture : In another country de Hong Sang-soo

### Internationaux
- A Hijacking de Tobias Lindholm (Danemark)
- A Month in Thailand de Paul Negoescu (Roumanie)
- Aquí y Allá d'Antonio Méndez Esparza (Espagne, USA, Mexique)
- Le garçon qui mange la nourriture de l'oiseau d'Ektoras Ligizos (Grèce)
- Epilogue d'Amir Manor (Israël)
- I Am Not a Hipster de Destin Daniel Cretton (USA)
- Joie d'Ilias Yannakakis (Grèce)
- Kinshasa Kids de Marc-Henri Wajnberg (Belgique, France)
- Living de Vasily Sigarev (Russie)
- Loving de Sławomir Fabicki (Pologne)
- Mold d'Ali Aydin (Turquie, Allemagne)
- Our Little Differences de Sylvie Michel (Allemagne)
- Sudoeste d'Eduardo Nunes (Brésil)
- Taboor de Vahid Vakilifar (Iran)
- The Colour of the Chameleon d'Emil Christov (Bulgarie)

### Grecs
- 11 rencontres avec mon père de Nikos Kornilios
- Le garçon qui mange la nourriture de l'oiseau d'Ektoras Ligizos
- Joie d'Ilias Yannakakis
- Un Navire pour la Palestine de Nikos Koundouros
- Kame Koummando de Manolis Damianakis
- Loveless Zoritsa de Christina Hadjicharalambous et Radoslav Pavković
- Papadopoulos & Sons de Markos Markou
- Red City de Manos Cizek
- The Capsule d'Athina Rachel Tsangari
- Ville jaune de Savvas Katirtzidis
- Big Hit de Karolos Zonaras
- A.C.A.B. All Cats Αre Brilliant de Constantina Voulgari
- La Télémachie d'Alexander Nally
- Higuita de The Boy

## Palmarès

### Palmarès international
- Alexandre d'or / Prix Angelopoulos : A Hijacking de Tobias Lindholm (Danemark)
- Alexandre d'argent (Prix spécial du jury) : Mold d'Ali Aydin (Turquie, Allemagne)
- Alexandre de bronze (Prix du jury pour l'originalité et l'innovation) : Epilogue d'Amir Manor (Israël)
- Meilleur réalisateur : Antonio Méndez Esparza pour Aquí y Allá
- Meilleur scénario : Amir Manor pour Epilogue
- Meilleure actrice : Julia Kijowska dans Loving de Sławomir Fabicki
- Meilleur acteur : Yannis Papadopoulos dans Le garçon qui mange la nourriture de l'oiseau d'Ektoras Ligizos
- Prix artistique : Living de Vasily Sigarev (Russie)
- Première mention spéciale : Taboor de Vahid Vakilifar (Iran)
- Seconde mention spéciale : The Color of the Chameleon d'Emil Christov (Bulgarie)
- Prix FIPRESCI : A Hijacking de Tobias Lindholm (Danemark)

### Palmarès grec
- Prix Cacoyannis : Papadopoulos & Sons de Markos Markou
- Prix FIPRESCI : Le garçon qui mange la nourriture de l'oiseau d'Ektoras Ligizos